# Huang Gongwang
Huang Gongwang (chiń. upr. 黃公望; chiń. trad. 黃公望; pinyin Huáng Gōngwàng; Wade-Giles Huang Kung-wang), znany też pod imionami Zijiu (子久) i Yifeng (一峰); ur. 1269 W Changshu, zm. 1354 tamże – chiński malarz tworzący w epoce Yuan.
Obok Ni Zana, Wu Zhena i Wang Menga zaliczany do grupy Czterech Mistrzów epoki Yuan. Malować zaczął dopiero po ukończeniu 50 roku życia, kiedy to porzucił dworskie urzędy i jako gorliwy wyznawca taoizmu udał się na odludzie. Osiadł w górach Fuchun, gdzie w latach 1347-1350 namalował swoje największe dzieło – długi zwój zatytułowany Siedziba w górach Fuchun.